# 신지동국민학교 모황분교
신지동국민학교 모황분교는 대한민국 전라남도 완도군 신지면 월양리 산 412에 있었던 국민학교 분교이다.

## 연혁
- 일자미상 신지동국민학교 모황분교 설립 인가
- 1960년 4월 1일 모황분교장 개교
- 1964년 3월 1일 1학급 편성
- 1967년 4월 1일 도서벽지학교 '을'급 지정
- 1986년 1월 1일 도서벽지학교 '나'급 조정
- 1994년 3월 1일 폐교 및 신지동국민학교 통폐합